# Eddy Firmin
Pour les articles homonymes, voir Firmin et Ano.
Eddy Firmin dit Ano, né en 1971 à Pointe-à-Pitre en Guadeloupe (archipel français des Caraïbes), est un artiste Franco-Québécois vivant et travaillant à Montréal au Québec. Docteur en études et pratiques des arts de l'Université du Québec à Montréal (Canada), son travail plastique interroge les logiques transculturelles de son identité et les rapports de forces qui s’y jouent. Au plan théorique, il travaille à une Méthode Bossale visant à décoloniser les imaginaires artistiques.
36 ans après Robert Holland Murray, il est le second artiste afrodescendant vivant au Québec, à intégrer en août 2019 la collection du Musée national des beaux-arts du Québec[réf. souhaitée]. Le travail de Firmin participe de collections privées comme muséales (on peut voir son travail  à l’exposition permanente des Arts du Tout-Monde, au Musée des beaux-arts de Montréal). Jadis représenté au Canada par la galerie Dominique Bouffard, l'artiste fait aujourd’hui partie des artistes de la galerie Art Mûr.

## Biographie
Eddy Firmin, enfant unique, a grandi en Guadeloupe, élevé par sa mère et ses grandes-tantes. Son enfance est très influencée par la présence de son grand-père maternel, coupeur de canne à sucre. Ce dernier l’éduque en créole, au travers de contes et proverbes, qui l’habitent encore aujourd’hui.
Orienté dès ses 16 ans vers un cursus artistique, il fait partie des premiers étudiants de l’École Régionale d’Arts Plastiques de Martinique (aujourd’hui Campus Caraïbéen des Arts), fondée sous l’impulsion d’Aimé Césaire. 
Depuis sa 1ère exposition solo en 2001, Eddy Firmin est reconnu comme plasticien dans son bassin caribéen, sous le pseudonyme de Ano. Tout en menant de front la direction de son agence de communication Icône Créole, il publie en 2004, un livre objet regroupant des poèmes et des dessins : Lélévation – Tohu-Bohu poétique d’artiste peintre, publié chez Ibis Rouge Éditions. Un an plus tard, le projet visuel LÉLÉVATION 045-061 voit le jour.
En 2006, Eddy Firmin entreprend un long cycle de résidences d’artistes, Terra Incognita. Pendant 8 mois, Il perfectionne ses techniques en céramique à la fondation Josep Llorens i Artigas (Espagne) puis au Shigaraki Ceramic Cultural Park (Japon). À la National Galery of Zimbabwe, immergé dans la culture Shona, riche des échanges avec ses contemporains, il approfondit sa pensée sur son « regard créole ». En 2010, Eddy Firmin présente son mémoire Introduction générale au « Regard Créole » et son alphabet émotionnel à l’Ecole Supérieure d'Art et Design Le Havre-Rouen.

En 2011, le ministère français de la culture lui confie la refonte visuelle des vitraux de la Cathédrale Notre-Dame de Guadeloupe. Cette même année, il est reçu en doctorat en études et pratiques des arts, à l’Université du Québec à Montréal.

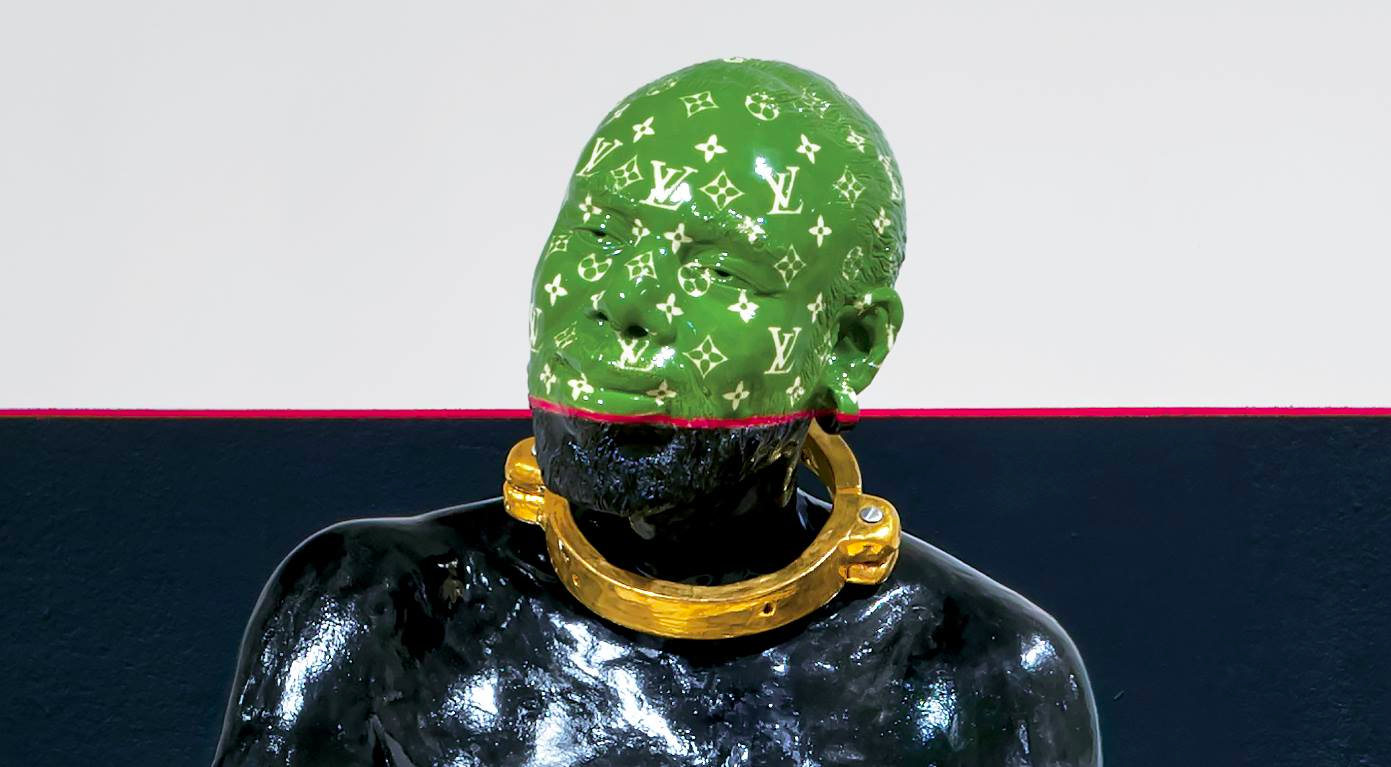
Autoportrait, signe émotionnel « Danger », céramique, 2016, Collection du MBAM

Entièrement dévoué à ses recherches théoriques et plastiques, Eddy Firmin perce sur la scène montréalaise en 2016, avec Ego-portrait ou l’errance des oiseaux, une exposition solo remarquée au Belgo, aux galeries Popop - CIRCA Art Actuel et Dominique Bouffard. 
En 2018, il est choisi avec deux autres artistes montréalais, Shana Strauss et Manuel Mathieu, pour intégrer l’exposition collective Nous sommes ici, d’ici – L’art contemporain des Noirs canadiens,, initiée par le Musée royal de l’Ontario, et présentée au Musée des Beaux Arts de Montréal, en complémentarité avec l’exposition D’Afrique aux Amériques : Picasso en face-à-face, d’hier à aujourd’hui (mai- septembre 2018). Depuis, plusieurs de ses œuvres ont été exposées au Musée des beaux-arts de Montréal (2018 et 2019), au Musée National des beaux-arts du Québec (2019-2020), à Art Mûr (2020) et ont fait l’objet d’acquisition.
Eddy Firmin initie en 2017 un groupe de recherche et sa revue éponyme polyglotte, Minorit’Art, visant à interroger la guigne coloniale des politiques esthétiques qui commandent encore les grands discours dominants de l’art contemporain. Invité en qualité d’artiste-chercheur, il est consultant expert, pour une approche transhistorique et interculturelle de la nouvelle aile des Cultures du monde du MBAM, baptisée les Arts du Tout-monde, en hommage au philosophe martiniquais Édouard Glissant. En 2019, Eddy Firmin a soutenu sa thèse, « La méthode bossale pour un imaginaire et une pratique décolonisés », qui constitue un apport original dans le domaine de la création artistique des cultures dominées.
En juin 2020, Art Mûr, initiateur de la BACA (Biennale d’Art Contemporain Autochtone), a donné "carte noire" à Eddy Firmin en tant que commissaire pour une exposition d’artistes Africains et afro-descendants  internationaux. Ce commissariat se déploiera autant dans les sept salles d’expositions de la galerie montréalaise que dans d'autres lieux partenaires choisis par l'artiste .

## Œuvres – corpus et démarche artistique
L'art d'Eddy Firmin, dit Ano, est une forme de résistance, d'affirmation et de réappropriation.

### 2003-2004: «Lélévation»
Le projet de décolonisation de l’imaginaire d’Eddy Firmin, trouve ses prémices dans le corpus d’œuvres Lélévation (2004-2005). Le néologisme, Lélévation, emprunte au lexique créole le mot lélé désignant un ustensile de cuisine en bois servant à mélanger les liquides. Métaphore de son identité caribéenne née du mélange des innombrables cultures d’Afrique, d’Europe, d’Asie et d’Amérique. Lélévation invite aussi à penser ce melting pot comme habité de violences sourdes infligées par un savoir-maître. Son récit poétique Lélévation – Tohu-Bohu poétique d’artiste peintre, publié en 2004 par Ibis Rouge Éditions, fait le constat de ce qui empêche un imaginaire situé :
Imposés, forcés, contraints malgré nous, nous portons les limites de nos esprits comme des fers. Des fers à nos «je». Les structures réflexives, les systèmes, les théories, les cadres préétablis, les sphères éducatives, etc. sont autant d’entraves vers la chute. (Firmin, Tohu-Bohu poétique d’artiste peintre, 2004, p. 9)
Sur le plan visuel, le Projet LÉLÉVATION 045-061 est constitué de caissons lumino-interactifs, de grandes peintures hyperréalistes, des dessins frits dans l’huile, questionnant la teneur de nos récits fondateurs aux Antilles françaises. Le corpus d’œuvres est exposé simultanément en deux lieux, soit la scène nationale de Guadeloupe et L'Artchipel, seul lieu de diffusion régional labellisé par le Ministère français de la Culture. L'exposition LÉLÉVATION 045-061 constitue alors sa première reconnaissance nationale.

### 2006-2010: «Terra Incognita»
Terra incognita est un cycle de résidences d'artistes à l'international initié en 2006 par Eddy Firmin. Soutenu par le Ministère de la Culture, le projet visait à reconstituer et articuler les fragments perdus de l'identité plurielle de l'artiste. Sans obligation de monstration, le principe impérieux est d’établir un dialogue avec des diversités culturelles, de partir en quête des autres.
« Terra Incognita (terre inconnue) est aussi un vide, une géographie intérieure qu’il me faut découvrir. Ma thématique se propose de se réapproprier ces univers perdus. De continent en continent, mon œuvre prendra toutes ses dimensions esthétiques, physiques, culturelles, intérieures. » (Potomitan, 2007)
Résidence de perfectionnement en céramique : Artigas et Shigaraki
Sa première résidence de création (5 mois), s’effectue en 2006 à Barcelone, à la Fondation J.Llorens Artigas (Espagne). Il y enrichit sa technique et ses connaissances en façonnage, glaçure et cuisson (bois et gaz), sur les conseils éclairés de Maître Joan Gardy Artigas – collaborateur reconnu de Miró mais aussi de Chagall, Braque et Giacometti. Piqué par cet art ancestral, en 2008 il rejoint la  résidence d'artistes du Shigaraki Ceramic Cultural Park (3 mois) au Japon.  Cette dernière résidence marque un tournant dans la réarticulation de son imaginaire, au contact d'artistes résidents tels qu’Antra Sinha, Em Vannoeum, Ha Sung-Mi (respectivement de l’Inde, du Cambodge et Corée du Sud) dont les démarches artistiques visent à résister à l’homogénéisation culturelle tout en ne rompant pas le dialogue.
L'installation Terra Incognita : le musée est fermé
Ce cycle de résidences donne lieu, notamment, à une exposition proposée en 2007 à la galerie JM'Arts à Paris, à quelques ruelles du musée Beaubourg. L'installation Terra Incognita : le musée est fermé, disposait de céramiques, intitulées Sciapodes et Acéphales, mis en animation dans 6 films. Les œuvres sont inspirées des ouvrages de Pline L’Ancien (77-1789), Histoire Naturelle, et de Sébastien Munster (1575), Cosmographie Universelle, décrivant visuellement l’altérité non-occidentale comme des monstres humains mettent en lumière un imaginaire français, millénaire, et tout au moins xénophobe. Ces films, faisant une narration burlesque de l’absence de dialogue des grandes institutions muséales avec les imaginaires des praticiens afro-descendants, dénoncent avec humour l’invisibilité des praticiens afro-descendants, issus de la France d'outremer, dans le grand débat de l’art contemporain français.
Résidence de création au Zimbabwe et retour aux études
En 2009, Eddy Firmin entame une 3ème résidence à la National Art Gallery du Zimbabwe (4 mois). Le dialogue avec des artistes enracinés dans leur culture ancestrale et tout particulièrement avec l’artiste Masimba Hwati, assoit sa compréhension sensible  de l’homogénéisation culturelle opérant dans différents contextes. Cette dernière expérience fait naitre une urgence, celle de saisir le moteur de cette homogénéisation et la manière dont les artistes lui résistent.
Dans cette optique, Firmin s’inscrit d à l’École Supérieure d’Art et de Design du Havre-Rouen, sous la direction de l’artiste-professeur Jean-Paul Albinet (trio Untel, connu pour l’œuvre de 1977, Vie quotidienne). En 2010, lors de sa présentation au Diplôme National Supérieur d'Expression Plastique (équivalent maîtrise), il soutient Introduction générale au « Regard Créole ». Il y met de l’avant son imaginaire endémique raturé et jugulé par les différentes formes de colonisations (mercantile et culturelle), et propose son alphabet émotionnel.

### 2013-2014: «Résistances» au musée Schœlcher
En 2013, Eddy Firmin est l'artiste sélectionné par le musée Schœlcher en Guadeloupe, pour sa IVe « Carte Blanche ». Il est invité à entrer en dialogue avec l'ensemble hétéroclite d'objets collectés et donnés en 1883 par Victor Schœlcher, pour célébrer sa mémoire de « Libérateur » des esclaves. pour le musée Schœlcher, Eddy Firmin crée une série de sculptures lumineuses, faites de boyau de porc, de papier toilette et de résine.
Le catalogue d'exposition donne à lire un texte du critique d'art Jocelyn Valton qui questionne le discours schœlchériste du musée de Pointe-à-Pitre, pièce maîtresse du culte à V. Schœlcher. Riche d'enseignements historiques, il jette la lumière sur la propagande coloniale post-abolitionniste de la France autour du personnage de V. Schœlcher, occultant totalement la résistance des esclaves et leur combat pour la liberté qui a débouché sur l'abolition définitive en Martinique et en Guadeloupe, puis dans le reste des colonies, avant même l'arrivée du décret de 1848.
Dans l'esprit d'une collaboration visant à réduire la distance artiste/critique, E. Firmin et J. Valton ont créé une œuvre collaborative monumentale. "Résistance Marron" est une impression sur papier affiche de 8 m de haut, d'après une gravure du XVIIIe siècle de William Blake. Elle représentait un esclave Marron, figure emblématique des résistances des esclaves. Fusil en main et chaînes brisées, le Marron avait été délibérément placé sur un mur à l'entrée du musée, au dessus d'un grand buste de Victor Schœlcher qu'il dominait du haut de ses 8 m. L'artiste et le critique redonnaient ainsi, grâce à une seule image puissante, visibilité au récit des luttes des esclaves effacées par le culte de Schœlcher entretenu depuis l'abolition de 1848.

### 2016-2018:Ego-portrait ou l’errance des oiseaux
Proposée à la galerie Dominique Bouffard en février 2017 , l’exposition Ego-portrait ou l’errance des oiseaux est le résultat plastique de la recherche doctorale de Eddy Firmin. L'ensemble interroge le concept de liberté lié à la société de consommation dans laquelle nous baignons : De la récolte d’épices aux soldes commerciaux, l’histoire de l’esclavage se répète-t-elle inlassablement? ».
Par ailleurs, cette exposition donne à voir la restauration de certains codes du Gwoka ; pratique artistique de Guadeloupe, représentant les rythmes, chants, danses et contes hérités des esclaves.
L’un des codes les plus visibles et les plus usités est celui de la lokans (ou éloquence). Prouesses techniques alliant humour et critique sociale, ce code est l’art de plaire pour mieux dénoncer… c’est le bouclier de fleurs derrière lequel gronde l’insoumission.
Ainsi, les œuvres portent toutes une critique sociale en direction des nouvelles formes d’asservissements contemporaines.

## Principales expositions

### Expositions individuelles (Sélection)
2020               Carillon décolonial, une Histoire de famille, Galerie Art-Mûr, Montréal, Québec
2019                Carillon décolonial, Maison de la culture de Verdun, Montréal, Québec
2018               Égoportrait ou l’errance des oiseaux (3), Maison de la culture Maire-Uguay, Montréal, Québec
2017               Égoportrait ou l’errance des oiseaux (2), Galerie Dominique Bouffard, Montréal, Québec
2016               Égoportrait ou l’errance des oiseaux (1), Galerie Pop Up, Montréal, Québec
2013- 2014     Résistances, Musée Schoelcher, Guadeloupe
2012               Voici la case où a poussé mon art, Guadeloupe
2010               Le regard créole, ESADHAR, Le Havre, France (exposition de fin de cursus - DNSEP)
2009               Terra Incognita, National Gallery, Hararé, Zimbabwé
2005               Lélévation, L’Artchipel Scène Nationale & Centre Culturel Rémy Nainsouta, Guadeloupe
2000               Vecteur Culturel, Grivelière, Guadeloupe

### Expositions collectives (Sélection)
2019 / ~           Art du Tout-Monde, exposition permanente, Musée des Beaux-Arts de Montréal, Québec
2019-2020       D’où venons-nous ? Que sommes-nous ? Où allons-nous ? Musée National des Beaux-Arts du Québec
2019                Intersection, Les ateliers Jean Brillant, Montréal, Québec
2018               Nous sommes ici, d'ici, Musée des Beaux-Arts de Montréal, Québec
2018               Visages d'outremer, Écomusée du Fier monde, Montréal, Québec
2016-2017      Écho imprévu, MActe (Musée Caribéen d’expressions et de mémoire de la traite et de l’esclavage), Guadeloupe
2016                Nulle p’art ailleurs, TOHU, Montréal, Québec
2015                Festival de percussion, Montréal, Québec
2015                30 ans, 30 artistes, Campus Caribéen des arts, Martinique
2014                Le Drapeau des Fous, Sherpa, Québec, Québec
2013                Global Caribean IV, Martinique
2012                Global Caribean IV, Art Basel Exhibit, Haiti Cultural Center of Miami, États-Unis
2008                Ceramics Institute, Shigaraki, Japon
2008                Festival fulgurance, Paris, France
2007                Guadeloupe nouvelle vague, (duo), JM art Galerie, Paris, France
2007                Regard sur la ville, Darboussier, Guadeloupe
2004                Latitudes, Mairie de Paris, France
2004                La Gyè déklaré, Guadeloupe, France
2004                Touch of France, Jamaïque
2003                Carifesta, Surinam, Amérique du Sud
2003                Les CUBES : « Trois petits points » Guadeloupe, France

## Collections (sélection)
- Musée national des beaux-arts du Québec, Canada
- Musée des Beaux-Art de Montréal, Québec, Canada
- MACTe, Musée Caribéen d’expressions et de mémoire de la traite et de l’esclavage, France
- Musée Schœlcher, Guadeloupe, France
- Fonds d’art contemporain du Conseil Général de Guadeloupe, Guadeloupe, France
- Fonds du patrimoine, DAC (Direction des Arts et de la Culture), Guadeloupe, France
- Collection publique du Ministère français des Outremers, Paris, France